# Kanata

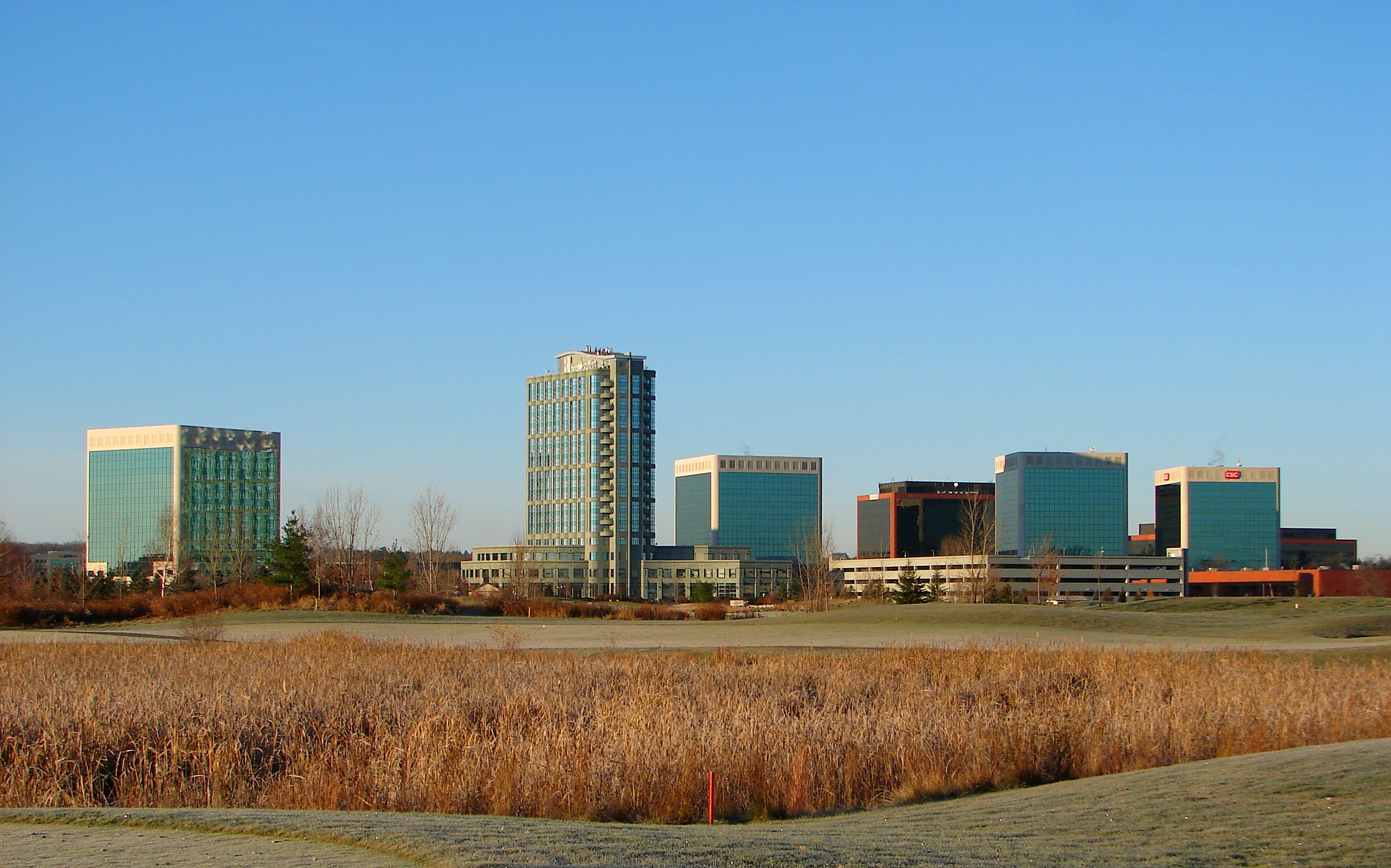
Panorama de Kanata

Kanata era um subúrbio ao oeste de Ottawa, Ontário, Canadá até que foi absorvido por Ottawa em 2001 para formar parte de a nova cidade de Ottawa. Antes da fusão em 2001, a população de Kanata era de 59.700 habitantes. A população estimada 2005 é de cerca de 72.000 hab.

## Situação
Kanata está situada cerca de 22 km (14 milhas) ao oeste-sudoeste do centro da cidade de Ottawa ao longo da Auto-pista 417 (Ontário).
Latitude de 45º 18" Norte e Longitude de 75º 55" Oeste, e una superfície de 139 km². É parte do Vale de Ottawa.

## Edifícios e instituições importantes

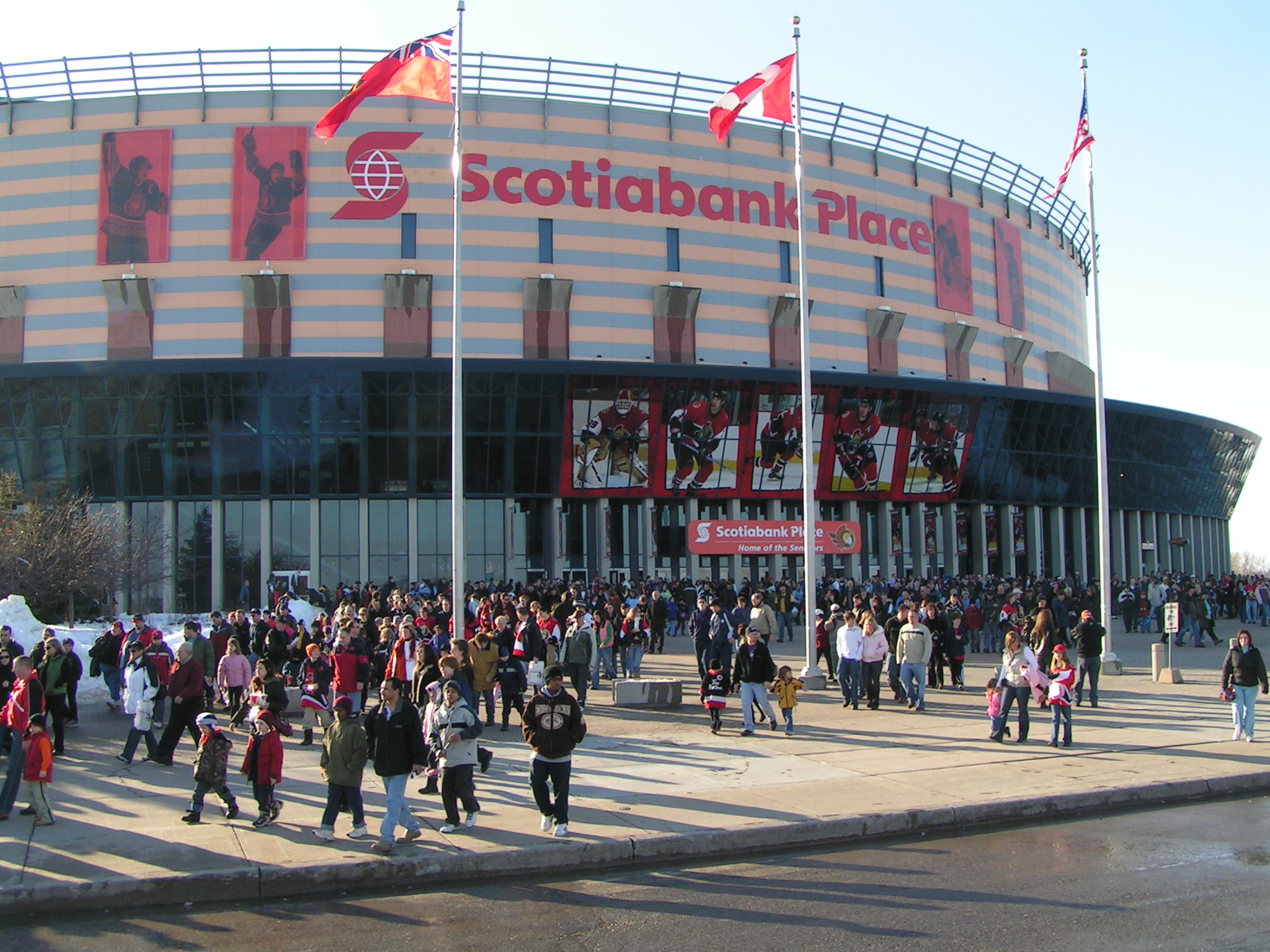
Scotiabank Place.

Kanata é a sede do Scotiabank Place, estádio dos Ottawa Senators da Liga de Hockey Nacional e no que se celebram concertos. O edifício era conhecido anteriormente como The Corel Centre e que antes como The Palladium.
Kanata abriga o terceiro maior centro comercial de Ottawa, o Kanata Centrum que está situado em Terry Fox Drive.

## Principais Industrias
Em Kanata ficam muitas de os maiores empregadores de alta tecnologia de Ottawa, tales como Nortel, Alcatel, Cisco Systems, Inc., HP,Dell Canada, March Networks, Ubiquity Software, Norpak, e Mitel.  As concentrações de industria de alta tecnologia ao longo de a March Road, no Parque de Negócios do Norte de Kanata, e a o longo de Eagleson Road, no Parque de Negócios do Sul de Kanata

## Deportes
Kanata alberga um equipo de deportes profissional, o Ottawa Senators da Liga Nacional de Hockey. Tem varias associações desportivas com actividades continuadas, sendo os mais destacados os grandes clubes de golfe (uno de eles justo em média da cidade), o clube marítimo e o clube ciclista.

## Educação
As mais importantes instalações educativas em Kanata são: 

### Escolas primárias
- Holy Redeemer Catholic School
- St Martins de Porres, W.O. Mitchell
- George Vanier
- Castlefrank Elementary
- Glen Cairn Public School
- John Young Elementary
- Katimavik Elementary School
- Roland Michener Public School
- St Isidore Catholic School
- St James Catholic School
- Stephen Leacock Public School
- Erskine Johnston
- École Roger-Saint-Denis
- Katimavik
- École Élizabeth-Bruyère
- Bridlewood
- Holy Spirit

### Escolas secundárias
- Holy Trinity Catholic High School
- Earl of March Secondary School
- A. E Jackson High School
- All Saints Catholic High School

## Dados demográficos
De acordo com o censo do Canadá de 2001:
- População: 58.636 habitantes
- Superfície (km²): 132,21
- Densidade (pessoas por km²): 443,5

### Histórico populacional
(só na área urbana)
- 1971 – 7.000
- 1976 – 12.000
- 1981 – 18.000
- 1986 – 26.000
- 1991 – 35.000
- 1996 – 46.000
- 2001 – 56.000

## Ligações Externas
- https://web.archive.org/web/20060518125029/http://www.igs.net/%7Etonyc/aboutkan.html (em inglês)
- http://kanataweb.com/schools.html#Primary (em inglês)